# Fjärdskären, Iniö
För andra betydelser, se Fjärdskären.
Fjärdskären är öar i Finland. De ligger i Skärgårdshavet och i kommunen Pargas i den ekonomiska regionen  Åboland i landskapet Egentliga Finland, i den sydvästra delen av landet. Öarna ligger omkring 52 kilometer väster om Åbo och omkring 200 kilometer väster om Helsingfors.
Arean för den av öarna koordinaterna pekar på är 4,5 hektar och dess största längd är 350 meter i sydöst-nordvästlig riktning.